# ساكتي مازومدار
ساكتي مازومدار (مواليد 1931) هو ملاكم هندي، مثّل بلاده في الألعاب الأولمبية الصيفية 1952.

## روابط خارجية
- ساكتي مازومدار على موقع أوليمبيديا (الإنجليزية)